# Macroglossum moluccensis
Macroglossum moluccensis är en fjärilsart som beskrevs av Rothschild 1894. Macroglossum moluccensis ingår i släktet Macroglossum och familjen svärmare. Inga underarter finns listade i Catalogue of Life.